# Andrej Łukanow
Andrej Karłow Łukanow (bułg. Андрей Карлов Луканов, ur. 26 września 1938 w Moskwie, ZSRR, zm. 2 października 1996 w Sofii) – bułgarski polityk i ekonomista, ostatni premier Bułgarii w okresie rządów komunistycznych.

## Życiorys
Urodził się w Moskwie, w rodzinie bułgarskich komunistów. Jego matka pochodziła z rodziny żydowskiej. Kiedy komuniści objęli władze w Bułgarii, rodzina Łukanowa powróciła do kraju. Jego ojciec, Karlo w latach 1956–1961 sprawował funkcję ministra spraw zagranicznych.
Andrej w 1963 ukończył studia z zakresu stosunków międzynarodowych w Moskiewskim Państwowym Instytucie Stosunków Międzynarodowych. W 1966 wstąpił do partii komunistycznej i rozpoczął karierę w dyplomacji. Znalazł się w składzie delegacji bułgarskich, działających przy RWPG i przy ONZ. W 1972 objął stanowisko wiceministra handlu wewnętrznego. Piętnaście lat później stanął na czele resortu handlu zagranicznego. Podał się do dymisji w 1989 i wziął udział w obaleniu Todora Żiwkowa. W lutym 1990 stanął na czele rządu i zajmował to stanowisko do grudnia 1990, kiedy to podał się do dymisji. W tym czasie był wiceprzewodniczącym Bułgarskiej Partii Socjalistycznej
W lipcu 1992 został pozbawiony immunitetu i aresztowany pod zarzutem nadużyć i współodpowiedzialności za błędy w polityce gospodarczej, popełnione w latach 80. Ostatecznie zarzuty przeciwko niemu oddalono i w grudniu 1992 opuścił więzienie. Pozostał aktywnym komentatorem bułgarskiej sceny politycznej, krytykując także członków własnej partii, którzy w jego mniemaniu uosabiali tendencje stalinowskie. Od 1994 zasiadał we władzach bułgarsko-rosyjskiej spółki Topenergy.
W 1996 został zamordowany przed swoim domem. Zamachowiec postrzelił go w głowę i w pierś, po czym uciekł i nigdy nie został ujęty. Motywy zabójstwa pozostały nieznane. Za udział w zorganizowaniu zabójstwa Łukanowa był sądzony przedsiębiorca budowlany Angel Wasiliew, ale zarzutów nie potwierdzono.
W życiu prywatnym był żonaty (żona Lilija Gierasimowa), miał córkę i syna.